# 江苏省苏州第一中学校
江苏省苏州第一中学校又稱苏州市第一中学，是一所位于江苏省苏州市的国家级示范性高中，江苏省重点中学。该校历史悠久，可溯源至创办于1805年的正谊书院。苏州一中是苏州市历史上第一所公办新式学堂，本部校址位于苏州古城中央，苏州公园附近（位于苏州市公园路）。

## 办学历史
苏州市第一中学创办于1907年，初名为苏州公立第一中学堂，亦称草桥中学。后历经多次改名，于1952年始称“苏州第一中学校”。1989年，学校被命名为“苏州大学第一附属中学”。1995年，市一中与苏州市三元中学联合办学，三元中学成为苏州市第一中学校分校。1996年获批成为江苏省重点中学。现任校长：周春良。
进入21世纪以来，学校迅速发展，于2000年成立了以市一中为依托的民办初中——苏州市草桥实验中学。
2003年，市一中又与苏州第二高级中学合并办学，并把草桥实验中学迁入第二中学，市一中本部仅保留高中部。学校又与中锐集团合作在高新区成立新草桥中学。2004年与英国北方大学联合会（NCUK）合作成立苏州国际预科学校。
目前，学校包括苏州一中本部、苏州市草桥实验中学、苏州市新草桥中学、苏州一中分校、苏州国际预科学校。